# Függetlenség (jog)
A függetlenség a szuverenitással rokon politikai fogalom: egy nemzet, ország vagy szervezet saját kormányzását jelöli. Alapja a függetlenséghez való jog.
A „függetlenség” szót rendszerint a „hódoltság” ellentéteként használják, amely arra vonatkozik, hogy egy régiót külső hatalom tart politikai és katonai ellenőrzés alatt.
A függetlenség lehet egy kialakuló nemzet kezdeti állapota, de gyakran a valamilyen elnyomás alóli szabadulást jelöli. Szoktak azzal érvelni, hogy a függetlenség negatív definíció: a külső hatalom általi nem-ellenőrzést jelenti, a gyarmatosítás hiányát.
Autonóm terület (ezzel enyhe ellentétben) a függetlenségnek az a fajtája, amelyet egy külső tekintély garantál, ugyanakkor ez a külső tekintély fenntartja magának a legfőbb hatalmat a tartomány felett.
A protektorátus olyan autonóm terület, amely egy nagyobb kormányzattól függ, amely megvédi. 
A függetlenség elnyerésének a napja (vagy a függetlenség kivívásához vezető forradalom kezdete) rendszerint nemzeti ünnep.  
Több példa is van arra, hogy a függetlenségre törekvő állam függetlenségi nyilatkozatot bocsát ki. A legkorábbi ilyen nyilatkozat a Skócia függetlenségét kimondó arbroath-i nyilatkozat; a leghíresebb pedig az Egyesült Államok függetlenségi nyilatkozata 1776-ból.